# Corball de roca
|  | No s'ha de confondre amb Corball de fang. |

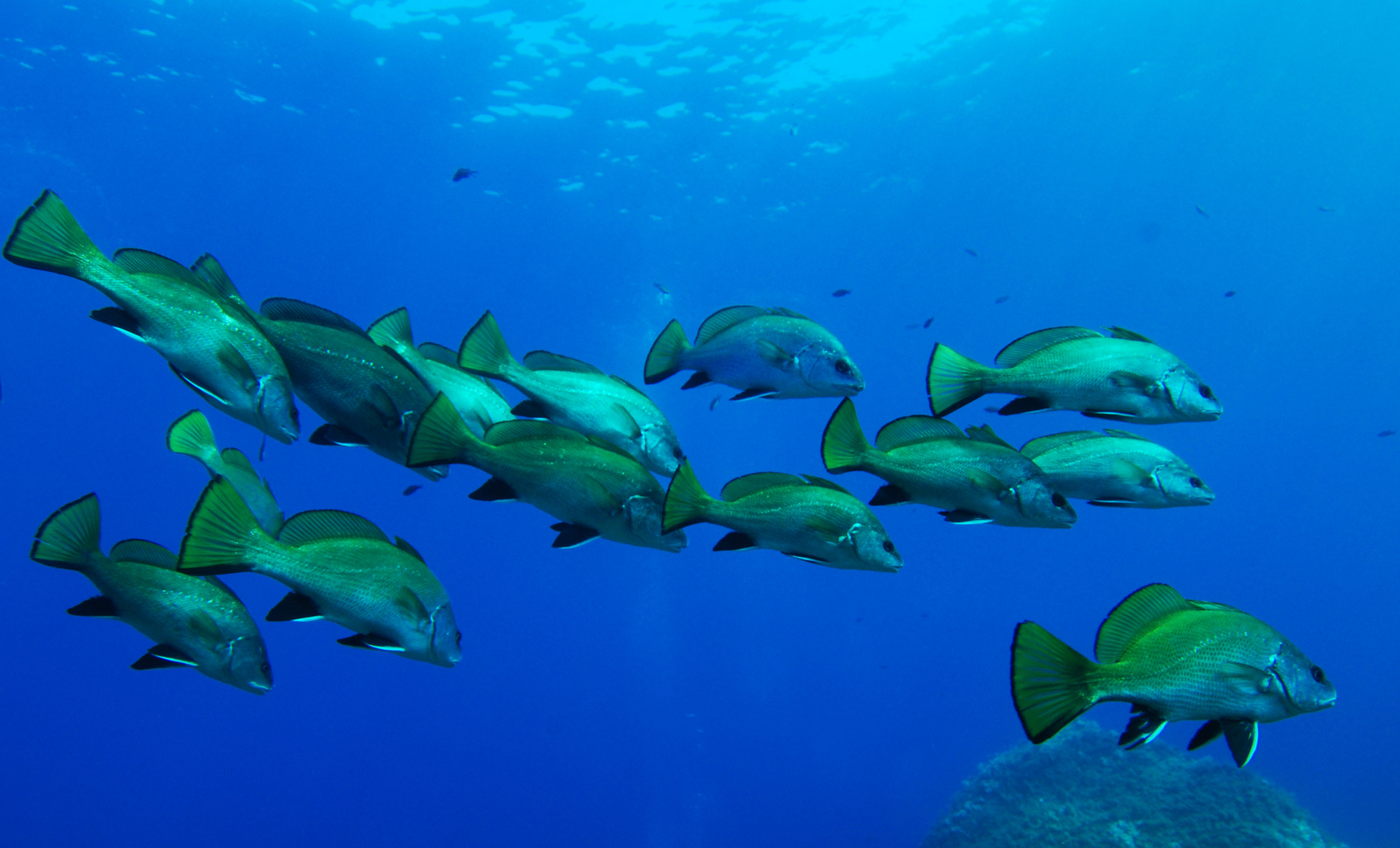
Corball de roca

El corball de roca (Sciaena umbra) és una espècie de peix pertanyent a la família dels esciènids. També es coneix com o corball negre, corball, corb, corba o erròniament com a corbina. Segons Josep Pla és «el millor peix del litoral i del Mediterrani».

## Morfologia
- Ateny els 70 cm de llargària màxima (normalment, en fa 28) i els 4 kg de pes.
- Cos més arrodonit, més curt i alt que el corball de sorra (Umbrina cirrosa).
- Cap robust amb la part frontal de color negre amb reflexos liles, conferint un aspecte de vellut.
- Ventre pla.
- Musell arrodonit amb la boca gran sense barbilló en el mentó i en posició inferior, horitzontal, que li arriba fins a la vora posterior de l'ull, tot i que la mandíbula inferior és més curta que la superior.
- Dors incurvat i negre, com les aletes ventrals i l'anal, mentre que els flancs són grisencs o blavosos, de vegades bruns. Radis carnosos de l'anal i les pelvianes blancs. Cua d'un to groguenc i amb el marge inferior negre i la vora recta. Els joves presenten una coloració bruna uniforme.
- Dues aletes dorsals diferenciades però unides per una fina membrana (la primera amb aspecte triangular).
- L'aleta dorsal té onze espines i 23-25 radis tous, i l'anal amb dues espines i 7-8 radis tous.
- Opercle amb dues espines.[4][5]

## Reproducció
Assoleix la maduresa sexual quan arriba als 30 cm aproximadament i es reprodueix entre el març i l'agost a la mar Mediterrània. És ovípar, la posta és pelàgica i, durant la fresa, el mascle emet sons amb la bufeta natatòria, els quals ressonen mitjançant els músculs emparellats units al peritoneu i a la musculatura caudal.

## Alimentació
Es nodreix de peixos, crustacis i mol·luscs. Ocasionalment també pot menjar poliquets, equinoderms i, fins i tot, algues.

## Hàbitat
És un peix marí, demersal i de clima subtropical (53°N-13°N, 19°W-42°E), el qual viu en fons rocallosos i sorrencs costaners, a poca fondària (fins als 200 m) i, sovint, dins les coves i les escletxes de les roques. També és present a les praderies de posidònia (Posidonia oceanica) i als estuaris.

## Distribució geogràfica
Es troba a la mar Mediterrània (incloent-hi la mar Negra) i l'Atlàntic oriental (des del Canal de la Mànega fins a Mauritània i, de vegades també, el Senegal).

## Costums
És gregari i viu formant petits grups sedentaris de 5 a 30 individus. És més actiu de nit, mentre que de dia se'l pot trobar als encontorns del seu refugi o en les praderies de posidònia on es posen bellugant només llurs cues.

## Longevitat
La seua esperança de vida és de 21 anys.

## Confusió amb altres espècies
Es podria confondre amb el corball de fang (Umbrina canariensis), però aquest darrer té un barbilló sensorial en el mentó mentre que el corball de roca no en té. A més, el corball de fang no té la vora blanca tan característica en les aletes pelvianes i anals.

## Ús comercial
La seua carn és bona i apreciada, i es comercialitza fresca i congelada. A Turquia, els seus otòlits són polvoritzats fins a obtenir-ne una pols que és emprada com a remei per a les infeccions del tracte urinari.

## Observacions
És inofensiu per als humans.